# Kamerakran

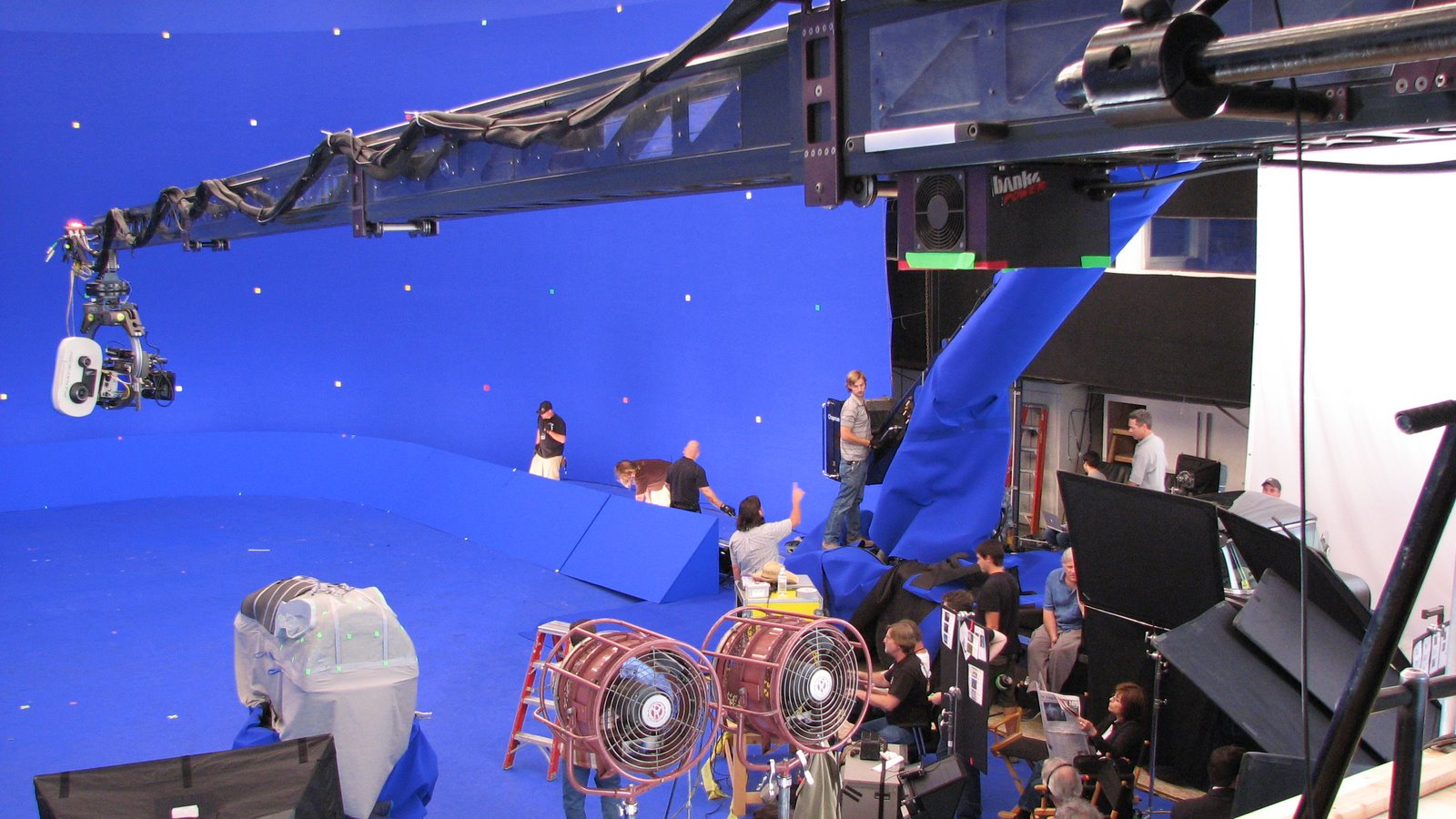
En professionell kamerakran

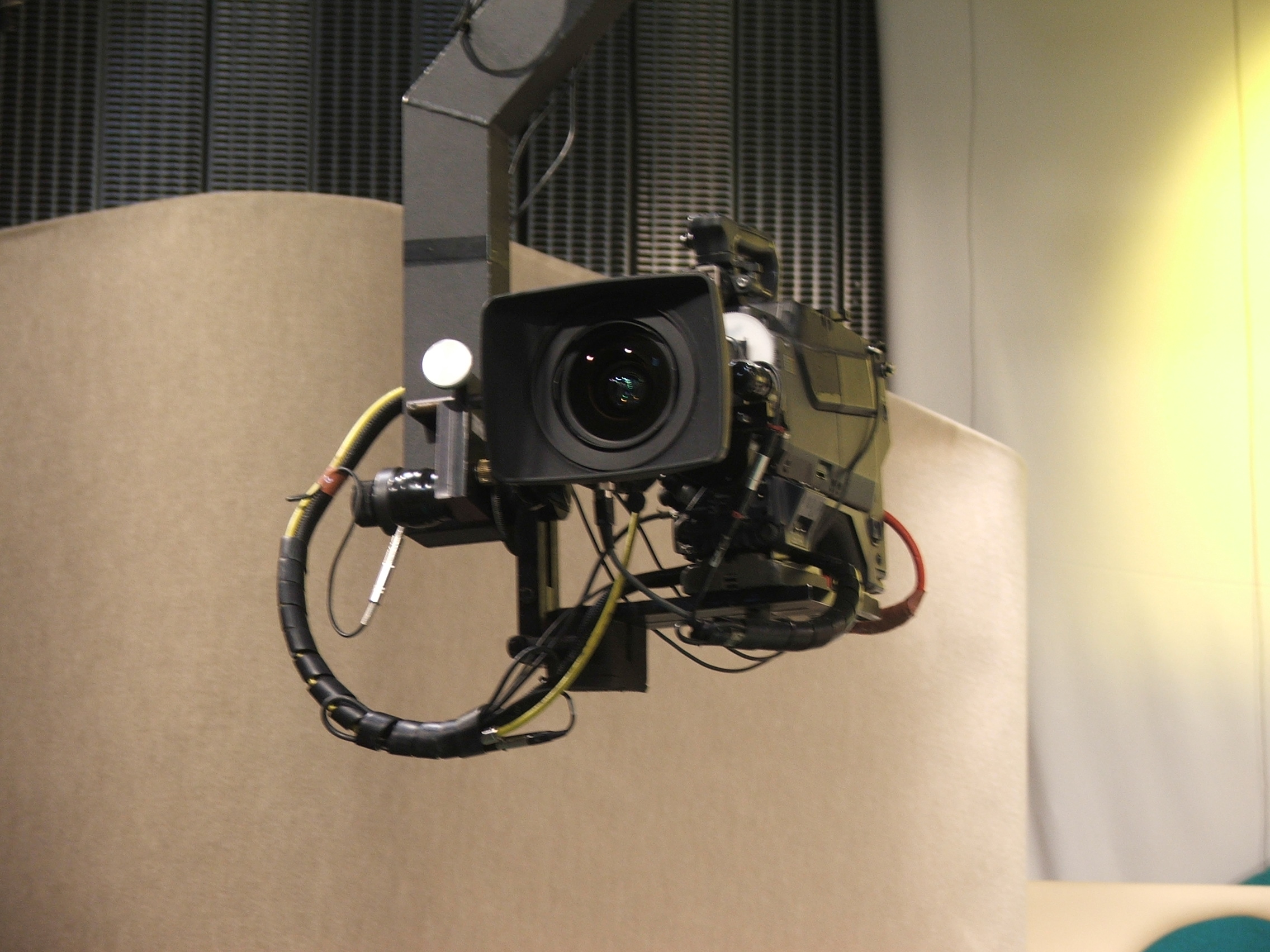
Ett professionellt kamerahuvud

En kamerakran (kallas även för jib) består av en lång arm fäst på ett stabilt stativ eller en kameradolly med ett kamerahuvud som drivs av servomotorer och sitter längst ut på armen för montage av film- eller videokamera. På andra sidan sitter tyngder för att få jämvikt och kontroller för att kunna tilta, panorera, ställa in fokus eller zooma kameran, samt en monitor för att se vad man filmar.
Kamerakranen används mest i TV-produktion så som Melodifestivalen och Eurovision Song Contest men används också i filmproduktion för att kunna få ett perspektiv uppifrån samt för att skapa en flygande och levande känsla i bilden. 
Amatörfilmare bygger ibland sina egna kamerakranar i mindre storlek där kamerahuvudet oftast tiltas för hand. 